# WWE Cruiserweight Classic
El Cruiserweight Classic (anteriormente Global Cruiserweight Series), fue un torneo de lucha libre profesional organizado por la WWE, la cual consistía en luchadores con un peso de 205 libras (93 kilos) o menos. El tema oficial del torneo fue "Take a Stand" de CFO$.
El proceso de calificación para el torneo tomó lugar desde varias promociones de circuitos independientes, incluyendo a las promociones Revolution Pro, PROGRESS y EVOLVE. Diversos luchadores cruceros de todo el mundo tuvieron la oportunidad de clasificar al torneo de un máximo de 32 cupos, el cual tendrá cuatro fechas: 23 de junio, 13 de julio, 26 de agosto y 14 de septiembre de 2016 y se realizarán desde el Full Sail University de Winter Park, Florida.

## Competidores anunciados
Los competidores de la NXT, Rich Swann, Tommaso Ciampa y Johnny Gargano junto con los destacados internacionales Zack Sabre Jr., Noam Dar, Ho Ho Lun y Akira Tozawa fueron anunciados por el Cruiserweight Classic, el cual comenzaron con luchas clasificatorias. Otro atleta indicó su participación el 2 de abril, cuando Lince Dorado anunció en un evento independiente desde Orlando, Florida, que competiría en la serie. El 24 de abril en el episodio 29 de PROGRESS, Zack Sabre Jr., Jack Gallagher ganaron también su lucha clasificatoria, mientras que el 7 de mayo en EVOLVE 61, TJ Perkins y Drew Gulak también se unieron a la serie. Originalmente, el luchador brasileño Zumbi iba a competir en el Cruiserweight Classic, sin embargo, tuvo problemas con su visa que la WWE no podía resolver a tiempo, por lo que fue reemplazado por Mustafa Ali.

## Luchas clasificatorias
PROGRESS Wrestling Episodio 29 - (Electric Ballroom - Camden Town, Londres)
| N.º | Resultados                                    | Fecha               | Estipulación                                     |
| --- | --------------------------------------------- | ------------------- | ------------------------------------------------ |
| 1   | Zack Sabre Jr. derrotó a Flash Morgan Webster | 24 de abril de 2016 | Clasificatorias Británicas Cruiserweight Classic |
| 2   | Jack Gallagher derrotó a Pete Dunne           | 24 de abril de 2016 | Clasificatorias Británicas Cruiserweight Classic |

Revolution Pro Wrestling's Live at the Cockpit 8 - (Cockpit Theatre - Marylebone, Londres)
| N.º | Resultados                    | Fecha             | Estipulación                                     |
| --- | ----------------------------- | ----------------- | ------------------------------------------------ |
| 1   | Noam Dar derrotó a Josh Bodom | 1 de mayo de 2016 | Clasificatorias Británicas Cruiserweight Classic |

EVOLVE 61 - (La Boom - Woodside, Queens, Nueva York)
| N.º | Resultados                                              | Fecha             | Estipulación                                     |
| --- | ------------------------------------------------------- | ----------------- | ------------------------------------------------ |
| 1   | T.J. Perkins (con Stokely Hathaway) derrotó a Fred Yehi | 7 de mayo de 2016 | Clasificatorias Americanas Cruiserweight Classic |
| 2   | Drew Gulak derrotó a Tracy Williams                     | 7 de mayo de 2016 | Clasificatorias Americanas Cruiserweight Classic |

American Combat Wrestling The Tradition Continues! - (All Sports Arena - New Port Richey, Florida)
| N.º | Resultados                           | Fecha              | Estipulación                                     |
| --- | ------------------------------------ | ------------------ | ------------------------------------------------ |
| 1   | Lince Dorado derrotó a Romeo Quevedo | 28 de mayo de 2016 | Clasificatorias Americanas Cruiserweight Classic |

## Evento

### Flashpoint Peso Crucero
EVOLVE presentó el WWE Cruiserweight Classic Flashpoint, una antesala de lo que sería el torneo previsto, el 11 de junio en Orlando, Florida en el Orlando Downtown Recreation Complex, se incluyó a Johnny Gargano, Drew Gulak, T.J. Perkins, Lince Dorado y otros luchadores más que fueron añadidos, quienes competirán en luchas de eliminación.
EVOLVE 63, WWE Cruiserweight Classic Flashpoint - (Downtown Recreation Complex - Orlando, Florida)
| N.º | Resultados                                                                                         | Fecha               | Estipulación      |
| --- | -------------------------------------------------------------------------------------------------- | ------------------- | ----------------- |
| 1   | Tony Nese derrotó a Johnny Gargano, Drew Gulak, T.J. Perkins (con Stokely Hathaway) y Lince Dorado | 11 de junio de 2016 | Elimination Match |

## Participantes
La siguiente tabla muestra a los participantes oficiales que compitieron desde la primera ronda en adelante.
| Luchador         | País            | P°             |
| ---------------- | --------------- | -------------- |
| Akira Tozawa     | Japón           | 156 lb (71 kg) |
| Alejandro Saez   | Chile           | 205 lb (93 kg) |
| Anthony Bennett  | Estados Unidos  | 147 lb (67 kg) |
| Ariya Daivari    | Irán            | 180 lb (82 kg) |
| Brian Kendrick   | Estados Unidos  | 157 lb (71 kg) |
| Cedric Alexander | Estados Unidos  | 200 lb (91 kg) |
| Clement Petiot   | Francia         | 199 lb (90 kg) |
| Da Mack          | Alemania        | 160 lb (73 kg) |
| Damian Slater    | Australia       | 193 lb (88 kg) |
| Drew Gulak       | Estados Unidos  | 193 lb (88 kg) |
| Fabian Aichner   | Italia          | 203 lb (92 kg) |
| Gran Metalik     | México          | 175 lb (80 kg) |
| Gurv Sihra       | India           | 159 lb (72 kg) |
| Harv Sihra       | India           | 144 lb (65 kg) |
| Ho Ho Lun        | Hong Kong       | 155 lb (70 kg) |
| Jack Gallagher   | Inglaterra      | 167 lb (76 kg) |
| Jason Lee        | Hong Kong       | 154 lb (70 kg) |
| Johnny Gargano   | Estados Unidos  | 170 lb (77 kg) |
| Kenneth Johnson  | Estados Unidos  | 156 lb (71 kg) |
| Kota Ibushi      | Japón           | 189 lb (86 kg) |
| Lince Dorado     | Puerto Rico     | 168 lb (76 kg) |
| Mustafa Ali*     | Pakistán        | 182 lb (83 kg) |
| Noam Dar         | Escocia Israel  | 178 lb (81 kg) |
| Raúl Mendoza     | México          | 178 lb (81 kg) |
| Rich Swann       | Estados Unidos  | 165 lb (75 kg) |
| Sean Maluta      | Samoa Americana | 191 lb (87 kg) |
| T.J. Perkins     | Filipinas       | 167 lb (76 kg) |
| Tajiri           | Japón           | 189 lb (86 kg) |
| Tommaso Ciampa   | Estados Unidos  | 195 lb (89 kg) |
| Tony Nese        | Estados Unidos  | 196 lb (89 kg) |
| Tyson Dux        | Canadá          | 193 lb (88 kg) |
| Zack Sabre Jr.   | Inglaterra      | 181 lb (82 kg) |

(*) El competidor remplazó a otro participante quien no pudo estar presente.

### Alternos
Si un participante sufre una lesión o sobrepasa el peso límite durante la prueba de peso, este deberá ser remplazado por uno de los siguientes luchadores alternos.
| Luchador       | País                       | Peso           |
| -------------- | -------------------------- | -------------- |
| Aaron Solow    | Estados Unidos             | 182 lb (83 kg) |
| Jessy Sorensen | Estados Unidos             | 184 lb (84 kg) |
| Jesús Yernet   | Puerto Rico Estados Unidos |                |
| Kai Katana     | Estados Unidos             | 197 lb (90 kg) |
| Vandal Ortagun | Turquía                    | 155 lb (70 kg) |

### Reemplazos
La siguiente tabla muestra los reemplazos de los participantes que no han podido continuar o participar del torneo.
| Luchador | País   | Peso           | Progreso en el Torneo                                                         | Razón                  | Reemplazo           |
| -------- | ------ | -------------- | ----------------------------------------------------------------------------- | ---------------------- | ------------------- |
| Zumbi    | Brasil | 167 lb (76 kg) | Fue remplazado antes del inicio del torneo, pero después del anuncio oficial. | Problemas con su visa. | Bandera de Pakistán |

## Equipo de transmisión
| Nombre        | Nombre real     | Notas              |
| ------------- | --------------- | ------------------ |
| Mike Rome     | Austin Romero   | Anunciador de ring |
| Mauro Ranallo | Mauro Ranallo   | Comentarista       |
| Daniel Bryan  | Bryan Danielson | Comentarista       |

## Resultados
La siguiente tabla muestra los resultados de las eliminaciones.

Pin=conteo de tres; Sub=rendición; CO=conteo de 10 fuera del ring; DQ=descalificación; Ref=decisión del árbitro
|  | Dieciseisavos de final | Dieciseisavos de final | Dieciseisavos de final |                  |                | Octavos de final | Octavos de final | Octavos de final |  |                | Cuartos de final | Cuartos de final | Cuartos de final |  |              | Semifinales  | Semifinales | Semifinales |  |              | Final        | Final | Final |  |
|  |                        |                        |                        |                  |                |                  |                  |                  |  |                |                  |                  |                  |  |              |              |             |             |  |              |              |       |       |  |
|  |                        |                        |                        |                  |                |                  |                  |                  |  |                |                  |                  |                  |  |              |              |             |             |  |              |              |       |       |  |
|  | Kenneth Johnson        | Kenneth Johnson        | Pin                    |                  |                |                  |                  |                  |  |                |                  |                  |                  |  |              |              |             |             |  |              |              |       |       |  |
|  | Kenneth Johnson        | Kenneth Johnson        | Pin                    |                  |                |                  |                  |                  |  |                |                  |                  |                  |  |              |              |             |             |  |              |              |       |       |  |
|  | Akira Tozawa           | Akira Tozawa           | 9:45                   |                  |                |                  |                  |                  |  |                |                  |                  |                  |  |              |              |             |             |  |              |              |       |       |  |
|  | Akira Tozawa           | Akira Tozawa           | 9:45                   |                  | Akira Tozawa   | Akira Tozawa     | Pin              |                  |  |                |                  |                  |                  |  |              |              |             |             |  |              |              |       |       |  |
|  |                        |                        |                        |                  | Akira Tozawa   | Akira Tozawa     | Pin              |                  |  |                |                  |                  |                  |  |              |              |             |             |  |              |              |       |       |  |
|  |                        |                        | Jack Gallagher         | Jack Gallagher   | 11:38          |                  |                  |                  |  |                |                  |                  |                  |  |              |              |             |             |  |              |              |       |       |  |
|  | Jack Gallagher         | Jack Gallagher         | Jack Gallagher         | Jack Gallagher   | 11:38          | Pin              |                  |                  |  |                |                  |                  |                  |  |              |              |             |             |  |              |              |       |       |  |
|  | Jack Gallagher         | Jack Gallagher         |                        |                  |                |                  |                  |                  |  |                |                  |                  |                  |  |              |              |             |             |  |              |              |       |       |  |
|  | Fabian Aichner         | Fabian Aichner         | 6:45                   |                  |                |                  |                  |                  |  |                |                  |                  |                  |  |              |              |             |             |  |              |              |       |       |  |
|  | Fabian Aichner         | Fabian Aichner         | 6:45                   |                  |                |                  |                  |                  |  | Akira Tozawa   | Akira Tozawa     | Pin              |                  |  |              |              |             |             |  |              |              |       |       |  |
|  |                        |                        |                        |                  |                |                  |                  |                  |  | Akira Tozawa   | Akira Tozawa     | Pin              |                  |  |              |              |             |             |  |              |              |       |       |  |
|  |                        |                        | Gran Metalik           | Gran Metalik     | 15:49          |                  |                  |                  |  |                |                  |                  |                  |  |              |              |             |             |  |              |              |       |       |  |
|  | Tajiri                 | Tajiri                 | Gran Metalik           | Gran Metalik     | 15:49          | Pin              |                  |                  |  |                |                  |                  |                  |  |              |              |             |             |  |              |              |       |       |  |
|  | Tajiri                 | Tajiri                 |                        |                  |                |                  |                  |                  |  |                |                  |                  |                  |  |              |              |             |             |  |              |              |       |       |  |
|  | Damian Slater          | Damian Slater          | 5:28                   |                  |                |                  |                  |                  |  |                |                  |                  |                  |  |              |              |             |             |  |              |              |       |       |  |
|  | Damian Slater          | Damian Slater          | 5:28                   |                  | Tajiri         | Tajiri           | Pin              |                  |  |                |                  |                  |                  |  |              |              |             |             |  |              |              |       |       |  |
|  |                        |                        |                        |                  | Tajiri         | Tajiri           | Pin              |                  |  |                |                  |                  |                  |  |              |              |             |             |  |              |              |       |       |  |
|  |                        |                        | Gran Metalik           | Gran Metalik     | 10:53          |                  |                  |                  |  |                |                  |                  |                  |  |              |              |             |             |  |              |              |       |       |  |
|  | Alejandro Saez         | Alejandro Saez         | Gran Metalik           | Gran Metalik     | 10:53          | Pin              |                  |                  |  |                |                  |                  |                  |  |              |              |             |             |  |              |              |       |       |  |
|  | Alejandro Saez         | Alejandro Saez         |                        |                  |                |                  |                  |                  |  |                |                  |                  |                  |  |              |              |             |             |  |              |              |       |       |  |
|  | Gran Metalik           | Gran Metalik           | 4:04                   |                  |                |                  |                  |                  |  |                |                  |                  |                  |  |              |              |             |             |  |              |              |       |       |  |
|  | Gran Metalik           | Gran Metalik           | 4:04                   |                  |                |                  |                  |                  |  |                |                  |                  |                  |  | Gran Metalik | Gran Metalik | Pin         |             |  |              |              |       |       |  |
|  |                        |                        |                        |                  |                |                  |                  |                  |  |                |                  |                  |                  |  | Gran Metalik | Gran Metalik | Pin         |             |  |              |              |       |       |  |
|  |                        |                        | Zack Sabre Jr.         | Zack Sabre Jr.   | 13:13          |                  |                  |                  |  |                |                  |                  |                  |  |              |              |             |             |  |              |              |       |       |  |
|  | Harv Sihra             | Harv Sihra             | Zack Sabre Jr.         | Zack Sabre Jr.   | 13:13          | Sub              |                  |                  |  |                |                  |                  |                  |  |              |              |             |             |  |              |              |       |       |  |
|  | Harv Sihra             | Harv Sihra             |                        |                  |                |                  |                  |                  |  |                |                  |                  |                  |  |              |              |             |             |  |              |              |       |       |  |
|  | Drew Gulak             | Drew Gulak             | 5:17                   |                  |                |                  |                  |                  |  |                |                  |                  |                  |  |              |              |             |             |  |              |              |       |       |  |
|  | Drew Gulak             | Drew Gulak             | 5:17                   |                  | Drew Gulak     | Drew Gulak       | Pin              |                  |  |                |                  |                  |                  |  |              |              |             |             |  |              |              |       |       |  |
|  |                        |                        |                        |                  | Drew Gulak     | Drew Gulak       | Pin              |                  |  |                |                  |                  |                  |  |              |              |             |             |  |              |              |       |       |  |
|  |                        |                        | Zack Sabre Jr.         | Zack Sabre Jr.   | 8:27           |                  |                  |                  |  |                |                  |                  |                  |  |              |              |             |             |  |              |              |       |       |  |
|  | Zack Sabre Jr.         | Zack Sabre Jr.         | Zack Sabre Jr.         | Zack Sabre Jr.   | 8:27           | Sub              |                  |                  |  |                |                  |                  |                  |  |              |              |             |             |  |              |              |       |       |  |
|  | Zack Sabre Jr.         | Zack Sabre Jr.         |                        |                  |                |                  |                  |                  |  |                |                  |                  |                  |  |              |              |             |             |  |              |              |       |       |  |
|  | Tyson Dux              | Tyson Dux              | 8:26                   |                  |                |                  |                  |                  |  |                |                  |                  |                  |  |              |              |             |             |  |              |              |       |       |  |
|  | Tyson Dux              | Tyson Dux              | 8:26                   |                  |                |                  |                  |                  |  | Zack Sabre Jr. | Zack Sabre Jr.   | Sub              |                  |  |              |              |             |             |  |              |              |       |       |  |
|  |                        |                        |                        |                  |                |                  |                  |                  |  | Zack Sabre Jr. | Zack Sabre Jr.   | Sub              |                  |  |              |              |             |             |  |              |              |       |       |  |
|  |                        |                        | / Noam Dar             | / Noam Dar       | 15:46          |                  |                  |                  |  |                |                  |                  |                  |  |              |              |             |             |  |              |              |       |       |  |
|  | / Noam Dar             | / Noam Dar             | / Noam Dar             | / Noam Dar       | 15:46          | Sub              |                  |                  |  |                |                  |                  |                  |  |              |              |             |             |  |              |              |       |       |  |
|  | / Noam Dar             | / Noam Dar             |                        |                  |                |                  |                  |                  |  |                |                  |                  |                  |  |              |              |             |             |  |              |              |       |       |  |
|  | Gurv Sihra             | Gurv Sihra             | 5:26                   |                  |                |                  |                  |                  |  |                |                  |                  |                  |  |              |              |             |             |  |              |              |       |       |  |
|  | Gurv Sihra             | Gurv Sihra             | 5:26                   |                  | / Noam Dar     | / Noam Dar       | Pin              |                  |  |                |                  |                  |                  |  |              |              |             |             |  |              |              |       |       |  |
|  |                        |                        |                        |                  | / Noam Dar     | / Noam Dar       | Pin              |                  |  |                |                  |                  |                  |  |              |              |             |             |  |              |              |       |       |  |
|  |                        |                        | Ho Ho Lun              | Ho Ho Lun        | 7:02           |                  |                  |                  |  |                |                  |                  |                  |  |              |              |             |             |  |              |              |       |       |  |
|  | Ariya Daivari          | Ariya Daivari          | Ho Ho Lun              | Ho Ho Lun        | 7:02           | Pin              |                  |                  |  |                |                  |                  |                  |  |              |              |             |             |  |              |              |       |       |  |
|  | Ariya Daivari          | Ariya Daivari          |                        |                  |                |                  |                  |                  |  |                |                  |                  |                  |  |              |              |             |             |  |              |              |       |       |  |
|  | Ho Ho Lun              | Ho Ho Lun              | 5:04                   |                  |                |                  |                  |                  |  |                |                  |                  |                  |  |              |              |             |             |  |              |              |       |       |  |
|  | Ho Ho Lun              | Ho Ho Lun              | 5:04                   |                  |                |                  |                  |                  |  |                |                  |                  |                  |  |              |              |             |             |  | Gran Metalik | Gran Metalik | 17:47 |       |  |
|  |                        |                        |                        |                  |                |                  |                  |                  |  |                |                  |                  |                  |  |              |              |             |             |  | Gran Metalik | Gran Metalik | 17:47 |       |  |
|  |                        |                        | T.J. Perkins           |                  |                |                  |                  |                  |  |                |                  |                  |                  |  |              |              |             |             |  |              |              |       |       |  |
|  | Raúl Mendoza           | Raúl Mendoza           | Sub                    |                  |                |                  |                  |                  |  |                |                  |                  |                  |  |              |              |             |             |  |              |              |       |       |  |
|  | Raúl Mendoza           | Raúl Mendoza           | Sub                    |                  |                |                  |                  |                  |  |                |                  |                  |                  |  |              |              |             |             |  |              |              |       |       |  |
|  | Brian Kendrick         | Brian Kendrick         | 7:47                   |                  |                |                  |                  |                  |  |                |                  |                  |                  |  |              |              |             |             |  |              |              |       |       |  |
|  | Brian Kendrick         | Brian Kendrick         | 7:47                   |                  | Brian Kendrick | Brian Kendrick   | Sub              |                  |  |                |                  |                  |                  |  |              |              |             |             |  |              |              |       |       |  |
|  |                        |                        |                        |                  | Brian Kendrick | Brian Kendrick   | Sub              |                  |  |                |                  |                  |                  |  |              |              |             |             |  |              |              |       |       |  |
|  |                        |                        | Tony Nese              | Tony Nese        | 13:42          |                  |                  |                  |  |                |                  |                  |                  |  |              |              |             |             |  |              |              |       |       |  |
|  | Anthony Bennett        | Anthony Bennett        | Tony Nese              | Tony Nese        | 13:42          | Pin              |                  |                  |  |                |                  |                  |                  |  |              |              |             |             |  |              |              |       |       |  |
|  | Anthony Bennett        | Anthony Bennett        |                        |                  |                |                  |                  |                  |  |                |                  |                  |                  |  |              |              |             |             |  |              |              |       |       |  |
|  | Tony Nese              | Tony Nese              | 6:34                   |                  |                |                  |                  |                  |  |                |                  |                  |                  |  |              |              |             |             |  |              |              |       |       |  |
|  | Tony Nese              | Tony Nese              | 6:34                   |                  |                |                  |                  |                  |  | Brian Kendrick | Brian Kendrick   | Pin              |                  |  |              |              |             |             |  |              |              |       |       |  |
|  |                        |                        |                        |                  |                |                  |                  |                  |  | Brian Kendrick | Brian Kendrick   | Pin              |                  |  |              |              |             |             |  |              |              |       |       |  |
|  |                        |                        | Kota Ibushi            | Kota Ibushi      | 13:58          |                  |                  |                  |  |                |                  |                  |                  |  |              |              |             |             |  |              |              |       |       |  |
|  | Kota Ibushi            | Kota Ibushi            | Kota Ibushi            | Kota Ibushi      | 13:58          | Pin              |                  |                  |  |                |                  |                  |                  |  |              |              |             |             |  |              |              |       |       |  |
|  | Kota Ibushi            | Kota Ibushi            |                        |                  |                |                  |                  |                  |  |                |                  |                  |                  |  |              |              |             |             |  |              |              |       |       |  |
|  | Sean Maluta            | Sean Maluta            | 9:40                   |                  |                |                  |                  |                  |  |                |                  |                  |                  |  |              |              |             |             |  |              |              |       |       |  |
|  | Sean Maluta            | Sean Maluta            | 9:40                   |                  | Kota Ibushi    | Kota Ibushi      | Pin              |                  |  |                |                  |                  |                  |  |              |              |             |             |  |              |              |       |       |  |
|  |                        |                        |                        |                  | Kota Ibushi    | Kota Ibushi      | Pin              |                  |  |                |                  |                  |                  |  |              |              |             |             |  |              |              |       |       |  |
|  |                        |                        | Cedric Alexander       | Cedric Alexander | 15:00          |                  |                  |                  |  |                |                  |                  |                  |  |              |              |             |             |  |              |              |       |       |  |
|  | Cedric Alexander       | Cedric Alexander       | Cedric Alexander       | Cedric Alexander | 15:00          | Pin              |                  |                  |  |                |                  |                  |                  |  |              |              |             |             |  |              |              |       |       |  |
|  | Cedric Alexander       | Cedric Alexander       |                        |                  |                |                  |                  |                  |  |                |                  |                  |                  |  |              |              |             |             |  |              |              |       |       |  |
|  | Clement Petiot         | Clement Petiot         | 5:59                   |                  |                |                  |                  |                  |  |                |                  |                  |                  |  |              |              |             |             |  |              |              |       |       |  |
|  | Clement Petiot         | Clement Petiot         | 5:59                   |                  |                |                  |                  |                  |  |                |                  |                  |                  |  | Kota Ibushi  | Kota Ibushi  | 14:52       |             |  |              |              |       |       |  |
|  |                        |                        |                        |                  |                |                  |                  |                  |  |                |                  |                  |                  |  | Kota Ibushi  | Kota Ibushi  | 14:52       |             |  |              |              |       |       |  |
|  |                        |                        | T.J. Perkins           |                  |                |                  |                  |                  |  |                |                  |                  |                  |  |              |              |             |             |  |              |              |       |       |  |
|  | T.J. Perkins           | T.J. Perkins           | Sub                    |                  |                |                  |                  |                  |  |                |                  |                  |                  |  |              |              |             |             |  |              |              |       |       |  |
|  | T.J. Perkins           | T.J. Perkins           | Sub                    |                  |                |                  |                  |                  |  |                |                  |                  |                  |  |              |              |             |             |  |              |              |       |       |  |
|  | Da Mack                | Da Mack                | 6:31                   |                  |                |                  |                  |                  |  |                |                  |                  |                  |  |              |              |             |             |  |              |              |       |       |  |
|  | Da Mack                | Da Mack                | 6:31                   |                  | T.J. Perkins   | T.J. Perkins     | Sub              |                  |  |                |                  |                  |                  |  |              |              |             |             |  |              |              |       |       |  |
|  |                        |                        |                        |                  | T.J. Perkins   | T.J. Perkins     | Sub              |                  |  |                |                  |                  |                  |  |              |              |             |             |  |              |              |       |       |  |
|  |                        |                        | Johnny Gargano         | Johnny Gargano   | 12:18          |                  |                  |                  |  |                |                  |                  |                  |  |              |              |             |             |  |              |              |       |       |  |
|  | Johnny Gargano         | Johnny Gargano         | Johnny Gargano         | Johnny Gargano   | 12:18          | Pin              |                  |                  |  |                |                  |                  |                  |  |              |              |             |             |  |              |              |       |       |  |
|  | Johnny Gargano         | Johnny Gargano         |                        |                  |                |                  |                  |                  |  |                |                  |                  |                  |  |              |              |             |             |  |              |              |       |       |  |
|  | Tommaso Ciampa         | Tommaso Ciampa         | 10:47                  |                  |                |                  |                  |                  |  |                |                  |                  |                  |  |              |              |             |             |  |              |              |       |       |  |
|  | Tommaso Ciampa         | Tommaso Ciampa         | 10:47                  |                  |                |                  |                  |                  |  | T.J. Perkins   | T.J. Perkins     | Sub              |                  |  |              |              |             |             |  |              |              |       |       |  |
|  |                        |                        |                        |                  |                |                  |                  |                  |  | T.J. Perkins   | T.J. Perkins     | Sub              |                  |  |              |              |             |             |  |              |              |       |       |  |
|  |                        |                        | Rich Swann             | Rich Swann       | 17:03          |                  |                  |                  |  |                |                  |                  |                  |  |              |              |             |             |  |              |              |       |       |  |
|  | Mustafa Ali            | Mustafa Ali            | Rich Swann             | Rich Swann       | 17:03          | Pin              |                  |                  |  |                |                  |                  |                  |  |              |              |             |             |  |              |              |       |       |  |
|  | Mustafa Ali            | Mustafa Ali            |                        |                  |                |                  |                  |                  |  |                |                  |                  |                  |  |              |              |             |             |  |              |              |       |       |  |
|  | Lince Dorado           | Lince Dorado           | 5:56                   |                  |                |                  |                  |                  |  |                |                  |                  |                  |  |              |              |             |             |  |              |              |       |       |  |
|  | Lince Dorado           | Lince Dorado           | 5:56                   |                  | Lince Dorado   | Lince Dorado     | Pin              |                  |  |                |                  |                  |                  |  |              |              |             |             |  |              |              |       |       |  |
|  |                        |                        |                        |                  | Lince Dorado   | Lince Dorado     | Pin              |                  |  |                |                  |                  |                  |  |              |              |             |             |  |              |              |       |       |  |
|  |                        |                        | Rich Swann             | Rich Swann       | 8:14           |                  |                  |                  |  |                |                  |                  |                  |  |              |              |             |             |  |              |              |       |       |  |
|  | Rich Swann             | Rich Swann             | Rich Swann             | Rich Swann       | 8:14           | Pin              |                  |                  |  |                |                  |                  |                  |  |              |              |             |             |  |              |              |       |       |  |
|  | Rich Swann             | Rich Swann             |                        |                  |                |                  |                  |                  |  |                |                  |                  |                  |  |              |              |             |             |  |              |              |       |       |  |
|  | Jason Lee              | Jason Lee              | 3:47                   |                  |                |                  |                  |                  |  |                |                  |                  |                  |  |              |              |             |             |  |              |              |       |       |  |
|  | Jason Lee              | Jason Lee              | 3:47                   |                  |                |                  |                  |                  |  |                |                  |                  |                  |  |              |              |             |             |  |              |              |       |       |  |
|  |                        |                        |                        |                  |                |                  |                  |                  |  |                |                  |                  |                  |  |              |              |             |             |  |              |              |       |       |  |